# Tegorejo
Tegorejo is een bestuurslaag in het regentschap Kendal van de provincie Midden-Java, Indonesië. Tegorejo telt 4771 inwoners (volkstelling 2010).